# Pingyang
Pingyang is een stad en arrondissement in de prefectuur Wenzhou in de oostelijke provincie Zhejiang van China. In 2020 had het arrondissement 863.088 inwoners. De stad zelf had 532.286 inwoners.  Pingyang is een satellietstad van Wenzhou.